# Associazione per il software libero
L'associazione per il software libero (AsSoLi) è un'associazione senza scopo di lucro italiana che ha come obiettivi principali la diffusione del software libero in Italia e una corretta informazione sull'argomento.
L'associazione è nata nel novembre 2000 dall'iniziativa comune di un gruppo di persone da tempo attive in Italia e all'estero nell'ambito del software libero.
Nel tempo ai soci fondatori se ne sono aggiunti altri, e nel maggio 2002 l'associazione è diventata l'affiliata italiana della Free Software Foundation Europe.
Fino al 2005 l'Associazione per il Software Libero ha svolto un'importante attività di militanza a favore del software libero, riuscendo a stabilire la tematica nell'agenda di figure politiche e accademiche di livello nazionale.
Dopo un periodo di inattività durato quasi un anno nel quale sono rimasti solo 6 soci attivi, il Direttivo ha preso la decisione di modificare lo Statuto eliminando tutti gli elementi che impedissero a chiunque di partecipare attivamente in qualità di soci alla vita dell'Associazione stessa. È stata abolita la distinzione fra soci effettivi e soci sostenitori e sono state cambiate le modalità per l'elezione del Consiglio Direttivo, consentendo maggiore stabilità ed al contempo maggiore dinamicità.
Nel 2006, la maggioranza dei Soci decise di ritirare l'affiliazione a Free Software Foundation Europe, ente con il quale continua ad esistere una collaborazione, ove possibile, mantenendo di contro una grande autonomia in termini decisionali e strategici.

## Organizzazione interna
L'Associazione per il Software Libero è costituita da persone fisiche che condividono gli scopi e le finalità della stessa. I soci maggiorenni e in regola con il versamento delle quote associative hanno il diritto ad essere eletti all'interno degli organi sociali e hanno diritto di voto. L'associazione si fonda sui criteri di democraticità ed uguaglianza, per tanto tutti i soci usufruiscono dei medesimi diritti e doveri. La qualità di socio si può perdere per recesso volontario, per esclusione, in caso di insolvenza nel pagamento della quota associativa annuale, o ancora in caso di violazione dello Statuto.
Gli organi che costituiscono l'associazione sono:
- Assemblea dei soci

È l'organo deliberativo dell'Associazione e si compone di tutti i soci. Può essere convocata:
1. dal Presidente
2. da 1/10 dei soci
3. dalla maggioranza del Consiglio Direttivo

Le deliberazioni dell'Assemblea sono prese con la maggioranza semplice dei soci presenti, ad ogni modo è contemplata la possibilità di delegare il voto. La votazione può essere palese o a scrutinio segreto se richiesto.
- Consiglio Direttivo

È l'organo di amministrazione e i suoi membri sono eletti dall'Assemblea. Si compone di un numero di soci almeno pari a 3, fra cui vi devono rientrare il Presidente, il Segretario e il Tesoriere. I membri del Consiglio Direttivo non possono essere eletti per più di due volte consecutive.
- Presidente

È eletto dall'Assemblea e la carica ha durata pari a 9 anni. Oltre a rappresentare l'Associazione, il compito del Presidente è quello di controllare l'operato del Consiglio Direttivo e il rispetto dello Statuto da parte di tutti i soci.
- Vicepresidente

Sostituisce il presidente quando necessario.
- Segretario

Verbalizza le sedute degli organi.
- Tesoriere

Gestisce la cassa e il patrimonio dell'Associazione, tiene le scritture contabili e predispone il bilancio consuntivo. Inoltre gli possono essere attribuite ulteriori competenze, così come al Segretario, qualora lo stabilisca l'Assemblea.

## Attività
Lo scopo è quello di favorire la diffusione del software libero ed aiutare a far comprendere a tutti i vantaggi della sua adozione.
Assoli opera nei seguenti modi:
- con un'attività coordinata, preferibilmente utilizzando mezzi come liste di posta elettronica, in modo da poter favorire l'accesso ai momenti decisionali anche a coloro che fisicamente non potrebbero essere presenti;
- stabilendo rapporti direttamente con organismi istituzionali come le pubbliche amministrazioni;
- informando sugli effetti di norme e leggi che riguardano il campo della diffusione e protezione del software, e correzione delle informazioni distorte diffuse da alcuni proprietari di software.

Le attività dell'associazione sono regolarmente pubblicate sul sito.
Inoltre, sono disponibili:
- una lista di discussione per mantenere costanti contatti con le persone interessate agli stessi obiettivi dell'associazione[3];
- una lista di distribuzione di annunci a bassissimo traffico per chi vuole tenersi aggiornato sulle iniziative più importanti[3].

### Campagne
Caro candidatoCampagna volta a sensibilizzare i politici impegnati nelle elezioni (politiche, amministrative ed europee) ad occuparsi di software libero e libertà digitali, attraverso la sottoscrizione del Patto sul software libero.